# Ritter seines Königs
Ritter seines Königs (Original: Du Guesclin) ist ein französischer Historienfilm, bei dem Bernard de Latour Regie führte und der 1949 als Schwarzweißfilm in die Kinos kam.

## Handlung
Ein Veteran erzählt in der Basilika von Saint-Denis das Leben von Bertrand du Guesclin, in dessen Truppen er gedient hat.
Du Guesclin war im 14. Jahrhundert in eine bretonische Landadelsfamilie von geringem Rang geboren worden. Recht früh beweist er Mut und Tatkraft, so bei einem Turnier im Hause von Madame de Penthièvre. Er zeichnet sich zunächst in Kämpfen um das Königreich Navarra in Spanien aus. Im Hundertjährigen Krieg kämpft er für das Herzogtum Rennes gegen die Engländer. Dabei befreit er seinen Bruder, der vom Herzog von Canterbury gefangen genommen worden war. Siegreich in das Haus von Madame de Penthièvre zurückgekehrt, wird ihm zu Ehren ein Fest gegebenen, bei dem er seine zukünftige Frau Tiphaine trifft.
Sein wachsender Ruhm bringt ihm den Rang eines Heerführers des Dauphin Charles (dem späteren König Karl V.) und Connétable von Frankreich ein. In der Schlacht von Auray gerät er in englische Gefangenschaft, doch „die Frauen Frankreichs“, die du Guesclin als Helden verehren, beschließen, das Lösegeld für ihn aufzubringen.
Nachdem die Engländer schließlich besiegt sind, erhält du Guesclin den Auftrag, die Feinde endgültig aus dem Land zu vertreiben. Er hat nun zehn Jahre erfolgreich gekämpft, kann seinen Ruhm aber nicht mehr genießen, da er im Alter von fünfzig Jahren stirbt.

## Produktion
Ritter seines Königs wurde vom 7. Juni bis 3. November 1948 gedreht. Zehn Wochen fanden Aufnahmen im Château de Dinan und der Stadt selbst statt. Es folgten Arbeiten in den Studios de Neuilly und Außenaufnahmen an der Pariser Porte de Versailles.
Der Film kam am 3. Juni 1949 in die französischen Kinos und erschien am 23. November 1949 in Deutschland. Seine ursprüngliche Länge betrug 100 Minuten; in den Verleih kam eine auf 88 Minuten geschnittene Version.
Der Arbeitstitel lautete Le Mystère du grand connétable („Das Geheimnis des großen Konstablers“).
Es handelt sich um den einzigen Film von Bernard de Latour (* 19. März 1905 in Bordeaux; † 21. November 2001 in Cannes) als Regisseur. Louis de Funès hat in dem Streifen eine seiner frühen, kleinen Rollen.

## Kritik
Der Filmdienst nennt Ritter seines Königs einen „billig produzierten“, im 14. Jahrhundert spielenden Ritterfilm mit „viel Schwertgeklirr, Treueschwüren und markigen Sprüchen“.
FrenchFilms.org sieht den Film als „spannendes historisches Epos“, das wenig überraschend wenige Jahre nach Ende des Zweiten Weltkriegs als „schwungvolles Geschichtsdrama“ die Analogie zum Widerstandskampf gegen eine feindliche Besatzungsmacht aufzeigt. De Latour habe in einer vergleichsweise aufwendigen Produktion handwerkliche Schwächen gezeigt, da es dem Ritter seines Königs am gleichmäßigen Tempo der Handlung mangele.